# Малокарачкінське сільське поселення
Малокара́чкінське сільське поселення (рос. Малокарачкинское сельское поселение) — муніципальне утворення у складі Ядринського району Чувашії, Росія. Адміністративний центр — село Мале Карачкіно.

## Склад
До складу поселення входять такі населені пункти:
| Населений пункт          | Населення, осіб (2010) |
| ------------------------ | ---------------------- |
| Емякаси, присілок        | 190                    |
| Ємалоки, присілок        | 82                     |
| Лена, селище             | 5                      |
| Липовка, присілок        | 71                     |
| Мале Карачкіно, присілок | 401                    |
| Малі Тюмерлі, присілок   | 172                    |
| Нове Тянимово, присілок  | 37                     |
| Піреньял, присілок       | 4                      |
| Старе Тянимово, присілок | 51                     |